# Сонгеа
Сонгеа — город в Танзании. Является административным центром области Рувума, а также одноимённых себе городского и сельского округов. Население — 98 683 чел. (по переписи 2002 года).

## Климат
Город расположен на юге страны, недалеко от границы с Мозамбиком.
| Показатель | Янв. | Фев. | Март | Апр. | Май  | Июнь | Июль | Авг. | Сен. | Окт. | Нояб. | Дек. | Год   |
| --- | ---- | ---- | ---- | ---- | ---- | ---- | ---- | ---- | ---- | ---- | ----- | ---- | ----- |
| Средний суточный максимум, °C                                                                                            | 27   | 27   | 27   | 26   | 25   | 24   | 23   | 25   | 27   | 29   | 30    | 28   | 26,5  |
| Средняя температура, °C                                                                                                  | 22,6 | 22,9 | 22,4 | 21,5 | 19,7 | 17,5 | 17,3 | 18,6 | 20,7 | 22,7 | 23,7  | 23,2 | 21,1  |
| Средний суточный минимум, °C                                                                                             | 18   | 18   | 18   | 18   | 14   | 12   | 11   | 13   | 15   | 17   | 18    | 17   | 15,75 |
| Норма осадков, мм | 281  | 209  | 245  | 115  | 14   | 1    | 3    | 0    | 1    | 8    | 72    | 208  | 1157  |
| Источник: http://www.climatedata.eu/climate.php?loc=tzzz0001&lang=en, http://www.levoyageur.net/weather-city-SONGEA.html |      |      |      |      |      |      |      |      |      |      |       |      |       |

## Население
Численность населения Сонгеа, согласно данным переписи 2002 года, составляла 98 683 человек. При этом наблюдается устойчивый рост населения: в 1978 году в городе проживало 17 955 человек, в 1988 году — 52 985.

## Галерея

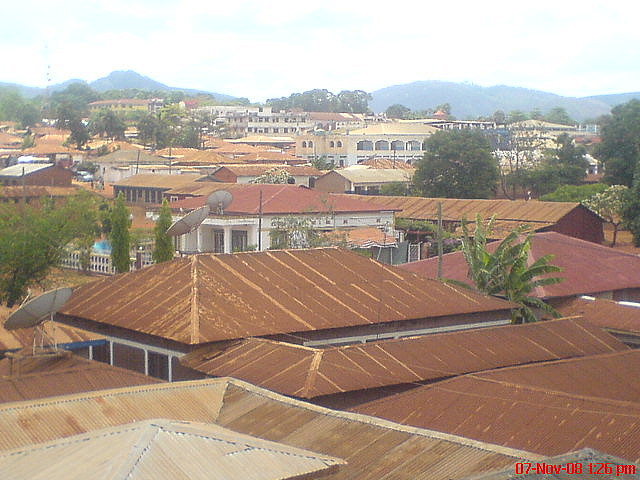
Вид на город с отеля «Шиньянга»
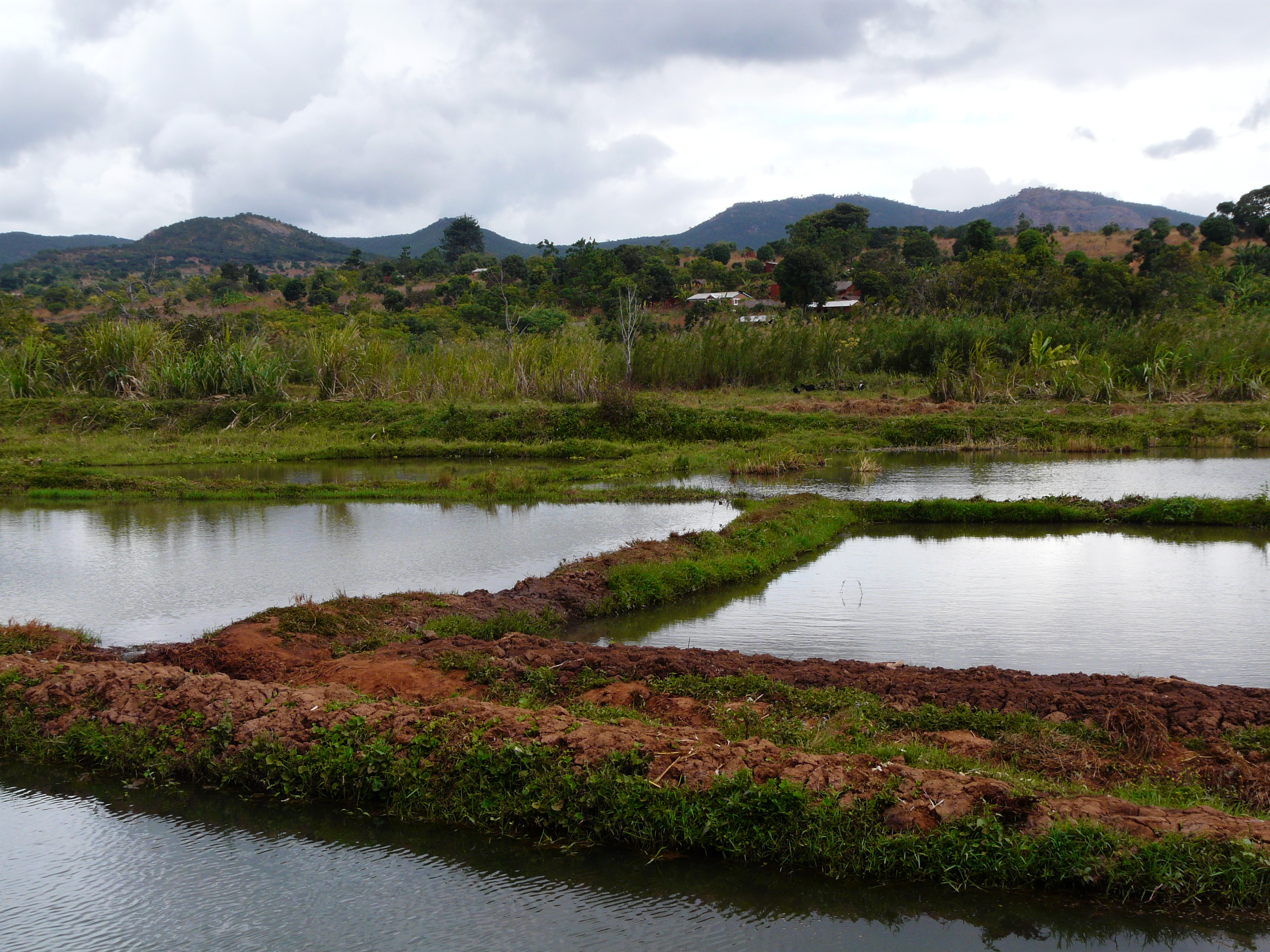
Водоёмы вокруг города
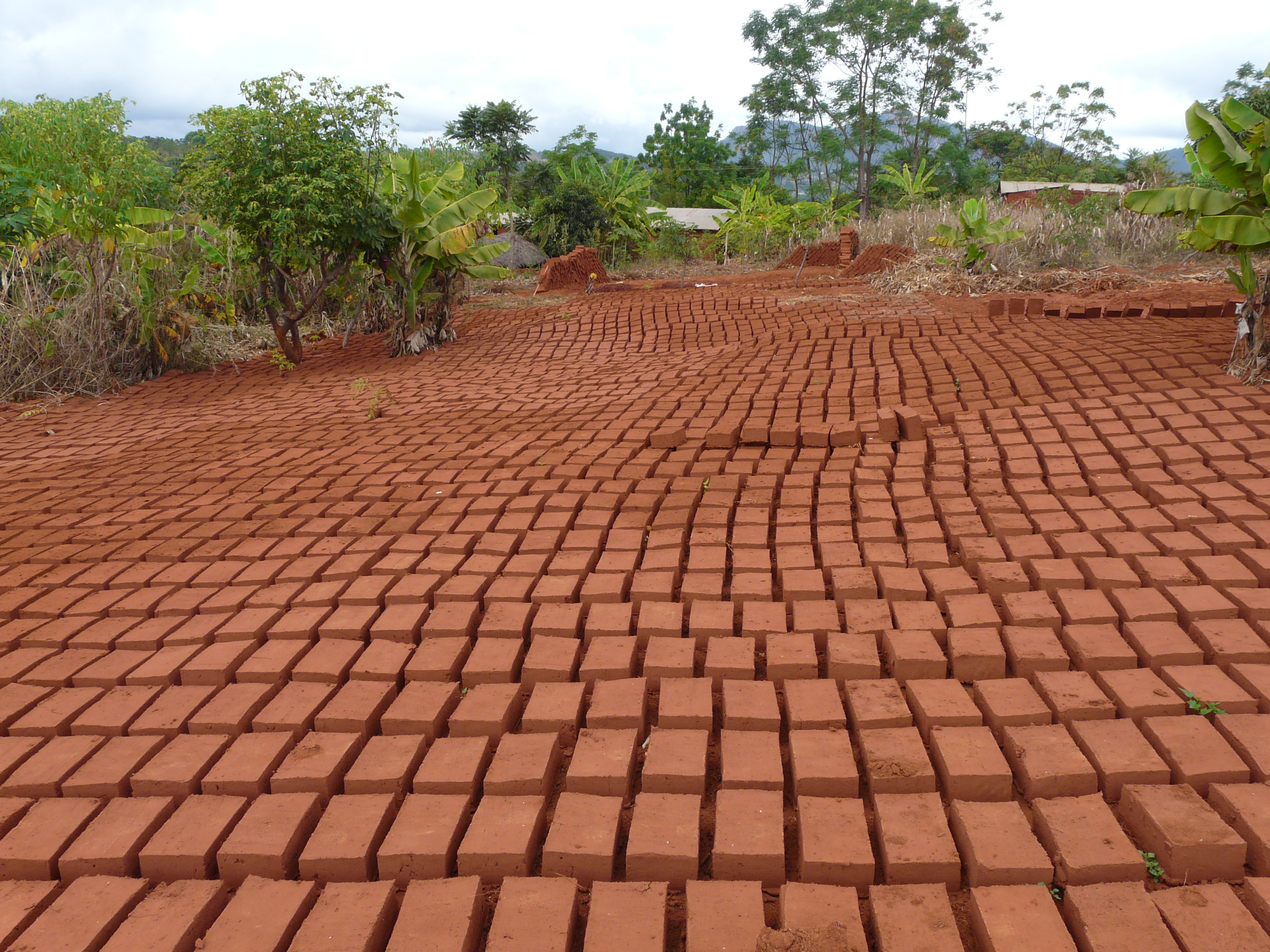
Кирпичи, производимые в Сонгеа